# Tina Engel
Tina Engel (n. 6 aprilie 1950, Hanovra, Germania) este o actriță germană.
A studiat la Școala Superioară de Muzică și Teatru de la Hanovra (1967-1970). Debutul său a avut loc pe scena Teatrului din Rendsburg (landul Schleswig-Holstein). Următoarele etape ale carierei sale teatrale au avut loc pe scena Teatrului orășenesc din Bielefeld și la Teatrul din Neumarkt Zürich. Începând din 1976 și până în 2000 a făcut parte din ansamblul Berliner Schaubühne, în calitate de actriță independentă. Din 2001 lucrează și ca regizoare, inclusiv la Stuttgart, Zürich, la Renaissance-Theater din Berlin și la Teatrul Ernst Deutsch din Hamburg.
Pe scenă, a interpretat multe roluri printre care Celia în Cum vă place (1977), Emmi în Nici pește, nici carne de Franz Xaver Kroetz (1981) și Irene Herms în Der einsame Weg a lui Arthur Schnitzler (1991).
Tina Engel a jucat într-o serie de filme renumite. Pentru prestatia ei dramatică în filmul Das zweite Erwachen der Christa Klages regizat de Margarethe von Trotta a primit în 1978 Premiul Filmband in Gold. În filmul Toba de tinichea, regizat de Volker Schlöndorff, a interpretat rolul bunicii lui Oskar Matzerath, sub fustele căreia s-a ascuns un incendiator urmărit de poliție și care a lăsat-o gravidă. La televiziune a interpretat roluri în serialele polițiste.

## Filmografie
- 1975: Konfrontation
- 1976: Der Gehülfe
- 1978: Das zweite Erwachen der Christa Klages
- 1979: Trilogie des Wiedersehens (TV)
- 1979: Groß und klein (TV)
- 1979: Toba de tinichea
- 1981: Das Boot ist voll
- 1986: Väter und Söhne - Eine deutsche Tragödie (TV-Serie)
- 1988: Die Verlockung
- 1990: Die Kinder (TV-Serie)
- 1991: Der einsame Weg (TV)
- 1993: Der Kinoerzähler
- 1995: Das Versprechen
- 1995: Mit verbundenen Augen (TV)
- 1996: Und keiner weint mir nach
- 2000: WerAngstWolf
- 2000: Meine Tochter darf es nie erfahren (TV)
- 2000: Das Psycho-Girl (TV)
- 2001: Kindstod (TV-Serie Tatort)
- 2002: Mord im Haus des Herrn (TV)
- 2003: Sag nichts (TV-Serie Tatort)
- 2003: Affäre zu dritt (TV)
- 2003: Der Fall Gehring (TV)
- 2004: Erbsen auf halb 6
- 2004: Außer Kontrolle (TV)
- 2004: Der Auftragsmord (TV-Serie SOKO Leipzig)
- 2005: Wo ist Max Gravert? (TV-Serie Tatort)
- 2005: Ricordare Anna
- 2005: Der Weihnachtsmann ist tot (TV-Serie Der Bulle von Tölz)
- 2006: Ritterspiele (TV-Serie Typisch Sophie)
- 2006: Der Todeskuss (TV-Serie Die Cleveren)
- 2006: Mafalda di Savoia (TV Serie)
- 2007: Die Sterneköchin
- 2007: Racheengel (TV-Serie Tatort)
- 2008: Im Gehege (TV)
- 2009: Herbststurm (TV-Serie SOKO Leipzig)